# Δ-Aminolävulinsäure-Dehydratase
δ-Aminolävulinsäure-Dehydratase (ALAD) oder auch Porphobilinogen-Synthase ist der Name des Enzyms in vielen Lebewesen, das zwei Moleküle δ-Aminolävulinsäure (ALA) zu einem Molekül Porphobilinogen zusammenbaut. Es ist damit ein unverzichtbarer Teil der Porphyrinbiosynthese, jener Teil des menschlichen Stoffwechsels, der den Blutfarbstoff Hämoglobin herstellt. Ein Mangel an ALAD beim Menschen, der durch Mutation am ALAD-Gen hervorgerufen wird, führt zur Porphyrie. Der Gehalt an ALAD im Blut ist erniedrigt bei einer Bleivergiftung, als Folge tritt ein erhöhter Spiegel von ALA in Blut und Urin auf.
Jede der acht identischen Untereinheiten des Enzyms bindet als Cofaktor ein Zinkion. In einem ähnlichen Pflanzenenzym ist Zink durch Magnesium ersetzt.

## Katalysierte Reaktion
+  {\displaystyle \longrightarrow }  + 2 H2O
Zwei ALA-Moleküle kondensieren zu Porphobilinogen.